# کارنیو
کارنیو دهستانی در استان آستوریاس اسپانیا است.
در این دهستان ۱۰٬۵۲۷ نفر زندگی می‌کنند. مساحت این دهستان ۶۶٫۷۰ کیلومتر مربع است.